# Денеш Ружа
 Денеш Ружа  (угор. Ruzsa Dénes) нар. 23 лютого 1982, Будапешт, Угорщина) — угорський  художник і  мистецтвознавець  сучасного мистецтва, працює в галузі  комп'ютерного мистецтва, або ж  медіа-мистецтва, автор та співавтор  понад 200  фільмів і робіт цифрового мистецтва, які демонструвалися в різних країнах світу, куратор  і консультант Угорської Асоціації Електрографічного Мистецтва  Твори демонструвались у країнах:  США,  Португалія, Іспанія, Німеччина  та інших.

## Життєпис і творчість

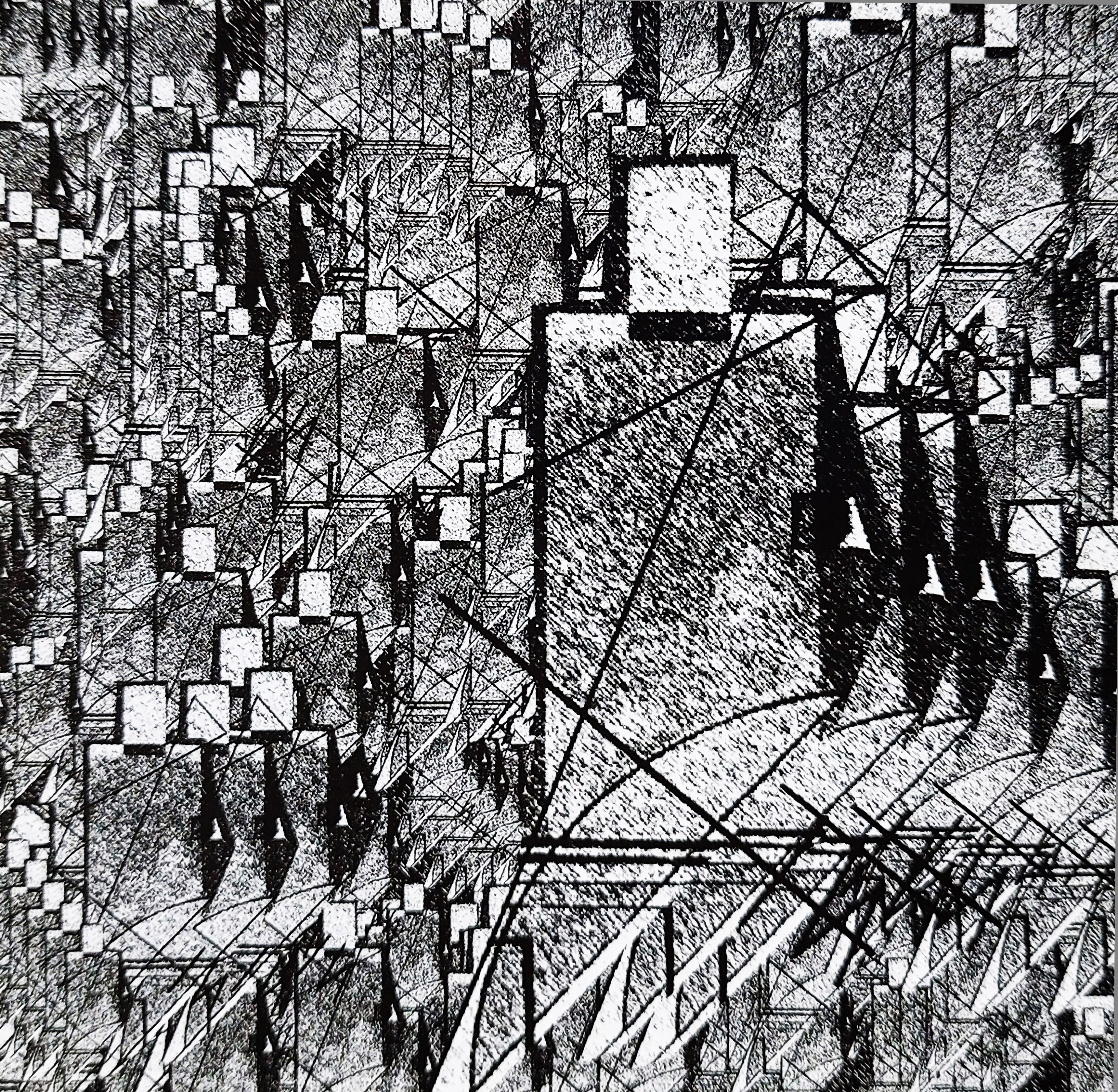
Денеш Ружа, Ружина Шпіцер. Космічні шахи. Цифровий друк.2017

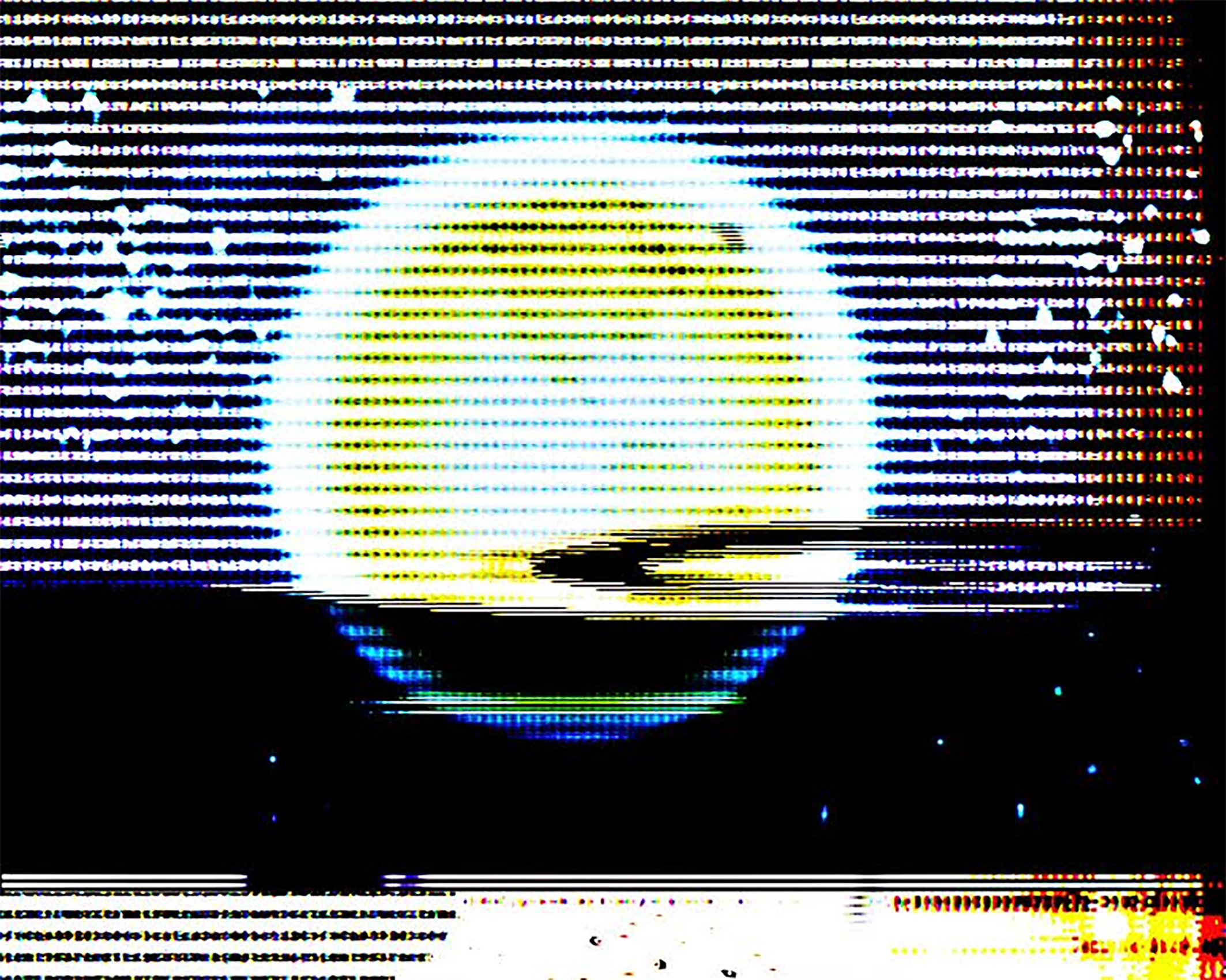
Денеш Ружа. Прадавня земля. Цифровий друк.2017

Денеш Ружа народився 23 лютого 1982 року в Будапешті, Угорщина.
Закінчив  Університет Яноша Кодолани , Секешфегервар, факультет медіа та комунікаційних  досліджень (2007); Дебреценський університет,  (2010).
З 2004  року Денеш починає створювати відео та інші твори медіа-арту. Згодом чимало творів було створено  у співавторстві з художницею  Ружиною Шпіцер, за період понад 15 років. Індивідуально та разом вони також виступають кураторами  проєктів на міжнародних фестивалях і  виставках медіа-арту.
Він є автором та співавтором  понад 200   робіт цифрового мистецтва та фільмів, серед яких експериментальні, короткометражні, анімаційні, документальні та художні відео, що демонструються на міжнародних кінофестивалях і виставках по всьому світу.
Його фільми демонструвалися на численних кінофестивалях і виставках в різних країнах Європи, Америки та в трансатлантичних регіонах, серед  них —  Міжнародний фестиваль відеоарту в  Німеччині , Міжнародний фестиваль відеомистецтва в  Мадриді  (Іспанія),   Музеї образотворчих мистецтв Будапешту та ін.
У 2017 Денеша Ружу було прийнято до Угорської Асоціації Електрографічного Мистецтва, в якій він є куратором, теоретиком  та консультантом проєктів.  
Окрім художньої практики Денеш Ружа займається теоретичними дослідженнями  в галузі  історії мистецтва , публікує статті з мистецтва нових медіа та  цифрової культури.
Особливе місце в творчості Денеша Ружи займає тема космосу, якій він присвячує свої твори та мистецтвознавчі дослідження. «Сучасне космічне мистецтво ще знаходиться в зародковому стані, і розвивається завдяки новим можливостям космонавтики… Так, космічна танцівниця Артура Вудса була першою статуєю, яка була на виставці в космосі (в травні 1993 року). Мета  того проєкту – інтегрувати мистецтво в космічну програму, досліджуючи рух скульптури в невагомості...Пейзажний живопис, в широкому розумінні, асоціюється зі зміною середовища, існує  від відкриття олійного живопису до  медіа космонавтів, які використовують фотографію, кіно, відео, комп’ютерну графіку тощо. Нині  художники, замість унікального досвіду й того, що око не може побачити безпосередньо,  вивчають лише артефакти, які черпають із глобалізованого візуального матеріалу. Наші нові технічні носії інформації та наші космічні зонди  дають уявлення про світи, які ми можемо уявити лише на основі багатої художньої уяви.»

## Нагороди
- Кращий експериментальний короткометражний фільм, Арлінгтонський кінофестиваль, США, 2020[7].

- Гранд-прі  виставки «Матриці – малі світи: Спадщина   В. Кандинського».УАЕМ, Будапешт,2017,с.14.ISBN 978-963-88263-3-6[8]

- 3-я премія - найкраща експериментальна анімація - Всесвітнє свято анімації (Театр Гарріхаузена, Калвер-Сіті, Каліфорнія, США, 2015)[9].

- Спеціальний приз журі Azores Fringe Festival, Португалія, 2014